# Ignacio Fernández de Lucio
Ignacio Fernández de Lucio (Reinosa, Cantàbria, 1943) és un enginyer agrònom espanyol.
El 1966 es llicencià en enginyeria agrònoma a la Universitat Politècnica de Madrid i el 1977 es doctorà a la Universitat Politècnica de València. Després ha estat Professor ad honorem del Consell Superior d'Investigacions Científiques (CSIC), adscrit a l'Institut de Gestió de la Innovació i del Coneixement (INGENIO) adscrit a la UPV. En 1986 Va participar en la creació de la primera Oficina de Transferència de Tecnologia espanyola en el CSIC i de 1989 a 1999 fou responsable del Centre de Relacions amb l'Entorn Socioeconòmic de la Universitat Politècnica de València. De 1989 a 1995 ha estat assessor de la Comissió Interministerial de Ciència i Tecnologia (Espanya), durant el qual va participar en la concepció i el desenvolupament d'iniciatives com la creació de la Xarxa d'Oficines de Transferència de Resultats de la Recerca (OTRI) i del Programa nacional d'Articulació del Sistema Ciència-tecnologia- Indústria (PACTI). També ha participat en el programa de recerca internacional CYTED. En 2005 va guanyar el Premi Nacional d'Investigació Juan de la Cierva per transferència de tecnologia.

## Obres
- El significado de innovar amb Elena Castro Martínez, Madrid : CSIC, 2013. ISBN 978-84-00-09665-6
- La innovación en el sector de pavimentos y revestimientos cerámicos de la Comunidad Valenciana, amb Daniel Gabaldón Estevan i C. Gómez de Bareda Ferraz, Valencia : Fundación Premios Rey Jaime I, 2005. ISBN 84-482-3991-1
- Enfoques de políticas regionales de innovación en la Unión Europea amb, Jaime Rojo de la Viesca, Elena Castro Martínez. Madrid : Academia Europea de Ciencias y Artes, Delegación Española, 2003. ISBN 84-607-9586-1
- Modelos de desarrollo del bovino en el País Valenciano: producción de leche y carne en ciclo cerrado amb José L. Vayá, P. Serra. Valencia : Instituto de Agroquímica y Tecnología de Alimentos, D.L. 1980. ISBN 84-00-04610-2